# Barrio Reus al Sur
Reus al Sur es un barrio emblemático de la ciudad de Montevideo por su vinculación con la comunidad afrouruguaya y el Candombe. Situado dentro del barrio Palermo, adjunto al Barrio Sur, en cercanía al Parque Rodó y a la zona céntrica de la capital, bordeado por la rambla y las aguas del Río de la Plata.
Ocupa dos manzanas divididas en dos por la calle Ansina, ubicada entre las calles Minas, San Salvador, Isla de Flores y Lorenzo Carnelli.

## Historia
En el año 1889 se terminaron de construir este conjunto de viviendas de inquilinato. Las obras fueron financiadas por el Dr.Emilio Reus, financista y emprendedor inmobiliario de la época, quien confió al Arquitecto italiano Giovani Tossi el diseño.). En conjunto con el barrio Reus al Norte, fueron las primeras viviendas económicas planificadas. El acceso a la vivienda para la población de menores recursos, era un problema social importante en esa época.
Las viviendas se describen como de arquitectura afrancesada. Tenían dos pisos y unas curiosas buhardillas, que se podían utilizar como un tercer piso. Con el tiempo algunas familias comenzaron a alquilar piezas de sus viviendas, y la población creció sustancialmente.
En el entorno del 900, la población afrodescendiente era mayoritaria en el conjunto y su entorno.

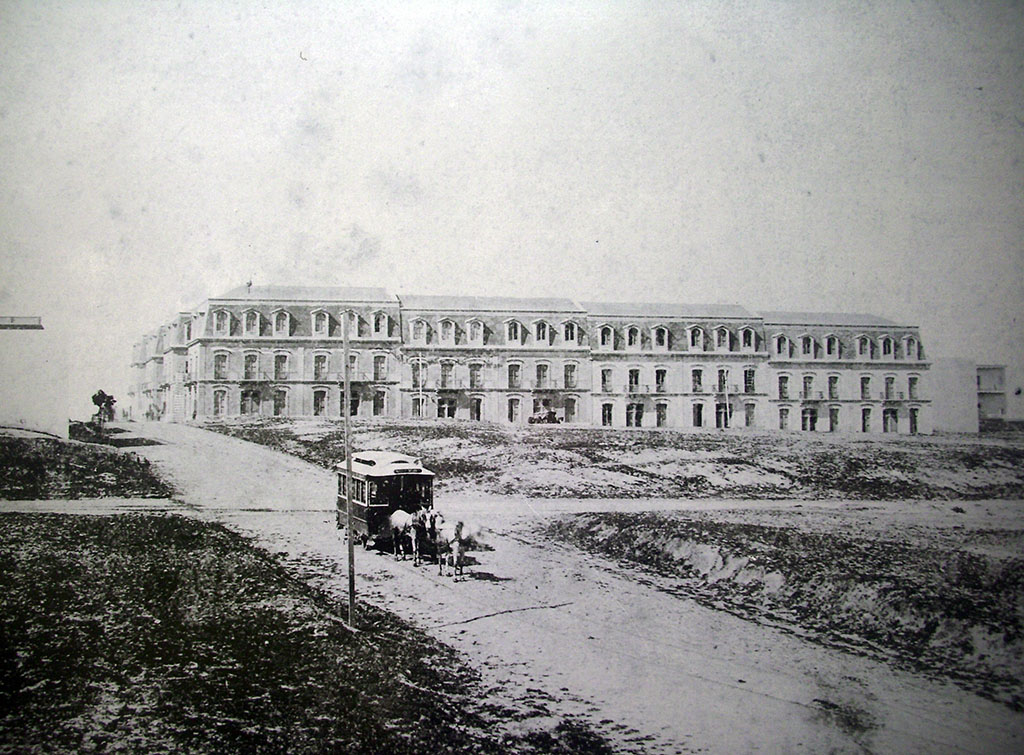
Barrio Reus al Sur ca. 1900.

## Identidad
El lugar está asociado fuertemente a la comunidad afrouruguaya y al candombe como cultura. Una de las formas de hacer candombe, el llamado toque "Ansina", nace en el lugar, lo que lo vuelve un sitio de referencia.

## El desalojo
En el año 1979, durante la dictadura cívico-militar, se produjo el desalojo de los vecinos y su posterior relocalización en barrios de la periferia de Montevideo. La Intendencia Municipal argumentó razones de deterioro y estado ruinoso de algunas viviendas, que ponían en riego a la población por riesgo de derrumbe.
Otras visiones de investigadores y vecinos entrevistados refieren a presiones de inversión inmobiliaria y a un acto de racismo, dirigido a desplazar a la población afrouruguaya de la zona costera.

## Instalación de la Cooperativa "Covireus al Sur"
En el año 1997, como consecuencia de un convenio entre la Intendencia Municipal de Montevideo y la Federación Uruguaya de Cooperativas de Vivienda por Ayuda Mutua, se comenzó con la obra que buscó imitar el paisaje original de las antiguas casas de inquilinato, manteniendo también un bloque esquina de las viviendas preexistentes que, aunque presentando un alto grado de deterioro, pudo habilitar un exitoso proceso de restauración.
Las primeras unidades de viviendas cooperativas fueron habilitadas en el año 2011, y las unidades del bloque restaurado fueron entregadas a sus usuarios en mayo de 2015.